# Abigail Blackmore
Abigail Blackmore (* im 20. Jahrhundert) ist eine britische Drehbuchautorin, Filmregisseurin und Schauspielerin. Internationale Bekanntheit erlangte sie für ihren Spielfilm Tales from the Lodge.

## Leben und Karriere
Angefangen als Schauspielerin, hauptsächlich in London, spielte sie in verschiedenen Kurzfilmen mit. 1999 sah man sie in einer kleinen Rolle in dem Kinofilm The Criminal mit Steven Mackintosh, Bernard Hill, Eddie Izzard, Natasha Little und Yvan Attal unter der Regie von Julian Simpson. 2012 gab ihr Regisseur Pascal Bergamin die Hauptrolle in seinem Kriminaldrama Nice Guy. Der kreative Akt des Spielens half ihr zurück zum kreativen Akt des Schreibens. und so nahm sie bereits 2010 eine narrative Sketch-Show mit nach Edinburgh, wo sie das Drehbuch für den Kurzfilm Blind Date verfasste. Dieser gewann die Publikumspreise beim Austin Film Festival 2010 und beim Los Angeles Film Festival 2011. Einige Jahre später schrieb und inszenierte sie den mehrfach preisgekrönten Kurzfilm Vintage Blood mit Indira Varma, Sophie Thompson und Michael Rosen in den Hauptrollen, der auf dem britischen Fantasy- und Horrorfilmfestival FrightFest 2015 seine Premiere feierte und der einige Jahre später die Finanzierung ihres ersten Spielfilms ermöglichte.
2019 nahm sie schließlich, nachdem sie zuvor schon das Drehbuch geschrieben hatte, auf dem Regiestuhl zum Kinofilm Tales from the Lodge Platz. Sie inszenierte die schwarze Horrorkomödie in der Besetzung Mackenzie Crook, Dustin Demri-Burns und Laura Fraser. Ergänzt wurde der Cast von Sophie Thompson, Johnny Vegas und Kelly Wenham. Der Film feierte seine Premiere am 9. März 2019 beim South by Southwest Film Festival in den USA. Beim Fantasy- und Horrorfilmfestival FrightFest wurde sie im August 2019 mit dem Screen FrightFest Genre Rising Star Award ausgezeichnet.
Abigail Blackmore ist verheiratet und hat ein Kind (* 2003).

## Filmografie (Auswahl)

### Filmregisseurin
- 2019: Tales from the Lodge

### Drehbuchautorin
- 2010: Blind Date (Video Kurzfilm)
- 2015: Vintage Blood (Kurzfilm)
- 2019: Tales from the Lodge

### Schauspielerin
- 1998: On the Eight Ball (TV Kurzfilm)
- 1999: The Criminal
- 2004: Demon Wheels (Kurzfilm)
- 2006: Pulling (Fernsehserie, 1 Episode)
- 2010: Blind Date (Video (Kurzfilm))
- 2012: Holiday Road
- 2012: Nice Guy
- 2014: Rest Stop (Kurzfilm)
- 2015: Vintage Blood (Kurzfilm)

## Auszeichnungen
- 2016: Ehrung mit dem Festival Preis in der Kategorie Best Screenplay beim Unrestricted View Film Festival für den Kurzfilm Vintage Blood.
- 2019: Ehrung mit dem Screen FrightFest Genre Rising Star Award beim britischen Fantasy- und Horrorfilmfestival FrightFest